# سامانه کنترل‌شده زیست‌بومی پشتیبان حیات
سامانه کنترل‌شده زیست‌بومی پشتیبان حیات (به انگلیسی Controlled ecological life-support system مخفف CELSS) سامانه پشتیبانی حیات است که برای ایستگاه‌های فضایی و پایگاه‌های ساخته شده در سیارات در قالب یک سامانه زیست‌بومی بسته ساخته همانند زیست‌کره ۲ ساخته شده است.

## مفهوم اصلی
سامانه کنترل‌شده زیست‌بومی پشتیبان حیات برای نخستین باز توسط اتحاد جماهیر شوروی در جریان رقابت فضایی مشهور در دهه‌های ۱۹۵۰ و ۱۹۶۰ میلادی مشهور شد. پیشگامان این موضوع در آغاز کنستانتین سیولکوفسکی و سپس ولادیمیر ورنادسکی بود که برای نخستین بار تلاش کردند که از سامانه‌های بسته و زیست‌بوم‌های بدون انسان را بسازند.